# Citroën DS4
Citroën DS4 er en bilmodel fra Citroën. Modellen kom på markedet i 2011 og afløste tredørsudgaven af Citroën C4.
Modellen findes kun i én karrosserivariant, femdørs hatchback. Motorprogrammet omfatter benzinmotorer på 1,6 liter og dieselmotorer på 1,6 og 2,0 liter. Effekten går fra 92 til 200 hk. Alle motorerne er firecylindrede rækkemotorer og har med undtagelse af den mindste dieselmotor 16 ventiler.
DS4s konkurrenter er bl.a. Alfa Romeo Giulietta, Fiat Bravo, Ford Focus, Lancia Delta, Opel Astra og SEAT León.

## Sikkerhed
Modellen er i 2011 blevet kollisionstestet af Euro NCAP med et resultat på fem stjerner ud af fem mulige.

## Tekniske specifikationer
| Model         | Cylindre | Ventiler | Slagvolume cm³ | Max. effekt kW (hk) / omdr. | Max. drejningsmoment Nm / omdr. | 0-100 km/t sek. | Topfart km/t | Byggeår |
| ------------- | -------- | -------- | -------------- | --------------------------- | ------------------------------- | --------------- | ------------ | ------- |
| Benzinmotorer |          |          |                |                             |                                 |                 |              |         |
| VTi 120       | 4        | 16       | 1598           | 88 (120) / 6000             | 160 / 4250                      | 12,2            | 193          | 2011−   |
| THP 155       | 4        | 16       | 1598           | 115 (156) / 6000            | 240 / 1400                      | 9,9             | 214          | 2011−   |
| THP 160       | 4        | 16       | 1598           | 120 (163) / 6000            | 240 / 1400                      |                 |              | 2011−   |
| THP 200       | 4        | 16       | 1598           | 147 (200) / 5800            | 275 / 1700                      | 8,5             | 235          | 2011−   |
| Dieselmotorer |          |          |                |                             |                                 |                 |              |         |
| HDi 90        | 4        | 8        | 1560           | 68 (92) / 4000              | 230 / 1750                      | 14,3            |              | 2011−   |
| HDi 110       | 4        | 8        | 1560           | 82 (112) / 3600             | 270 / 1750                      | 12,4            | 190          | 2011−   |
| HDi 165       | 4        | 16       | 1997           | 120 (163) / 3750            | 340 / 2000                      | 9,3             | 212          | 2011−   |